# ميلو هاميلتون
ميلو هاميلتون (بالإنجليزية: Milo Hamilton)‏ هو مقدم برامج إذاعية ومعلق رياضي أمريكي، ولد في 2 سبتمبر 1927 في فيرفيلد في الولايات المتحدة، وتوفي في 17 سبتمبر 2015 في هيوستن في الولايات المتحدة بسبب ابيضاض الدم.

## وصلات خارجية
- ميلو هاميلتون على موقع IMDb (الإنجليزية)